# Coppa del Mondo di skeleton 2018
La Coppa del Mondo di skeleton 2017/18, trentaduesima edizione della manifestazione organizzata dalla Federazione Internazionale di Bob e Skeleton, iniziò il 9 novembre 2017 a Lake Placid, negli Stati Uniti e si concluse il 19 gennaio 2018 a Schönau am Königssee, in Germania; come di consueto si svolse in parallelo alla Coppa del Mondo di bob. Vennero disputate sedici gare: otto per gli uomini e altrettante per le donne.
Al termine della stagione si tennero i XXIII Giochi olimpici invernali di Pyeongchang, in Corea del Sud, competizione non valida ai fini della coppa del mondo. La tappa di Igls ha assegnato inoltre il titolo europeo 2018.
Vincitori delle coppe di cristallo generali, trofeo conferito ai primi classificati nel circuito, sono stati il sudcoreano Yun Sung-bin nel singolo maschile, al suo primo trionfo, ottenuto con una gara d'anticipo e spodestando il lettone Martins Dukurs, vincitore delle ultime otto edizioni, e la tedesca Jacqueline Lölling nel singolo femminile, al suo secondo alloro consecutivo dopo quello ottenuto conquistato nella precedente edizione.

## Risultati

### Uomini
| Data             | Località             | Primo classificato         | Secondo classificato        | Terzo classificato            |
| ---------------- | -------------------- | -------------------------- | --------------------------- | ----------------------------- |
| 10 novembre 2017 | Lake Placid          | Martins Dukurs Lettonia    | Yun Sung-bin Corea del Sud  | Aleksandr Tret'jakov Russia   |
| 18 novembre 2017 | Park City            | Yun Sung-bin Corea del Sud | Martins Dukurs Lettonia     | Axel Jungk Germania           |
| 25 novembre 2017 | Whistler             | Yun Sung-bin Corea del Sud | Nikita Tregubov Russia      | Tomass Dukurs Lettonia        |
| 8 dicembre 2017  | Winterberg           | Yun Sung-bin Corea del Sud | Martins Dukurs Lettonia     | Dave Greszczyszyn Canada      |
| 15 dicembre 2017 | Igls                 | Martins Dukurs Lettonia    | Yun Sung-bin Corea del Sud  | Nikita Tregubov Russia        |
| 5 gennaio 2018   | Altenberg            | Yun Sung-bin Corea del Sud | Aleksandr Tret'jakov Russia | Christopher Grotheer Germania |
| 12 gennaio 2018  | St. Moritz           | Yun Sung-bin Corea del Sud | Axel Jungk Germania         | Alexander Gassner Germania    |
| 19 gennaio 2018  | Schönau am Königssee | Axel Jungk Germania        | Martins Dukurs Lettonia     | Tomass Dukurs Lettonia        |

### Donne

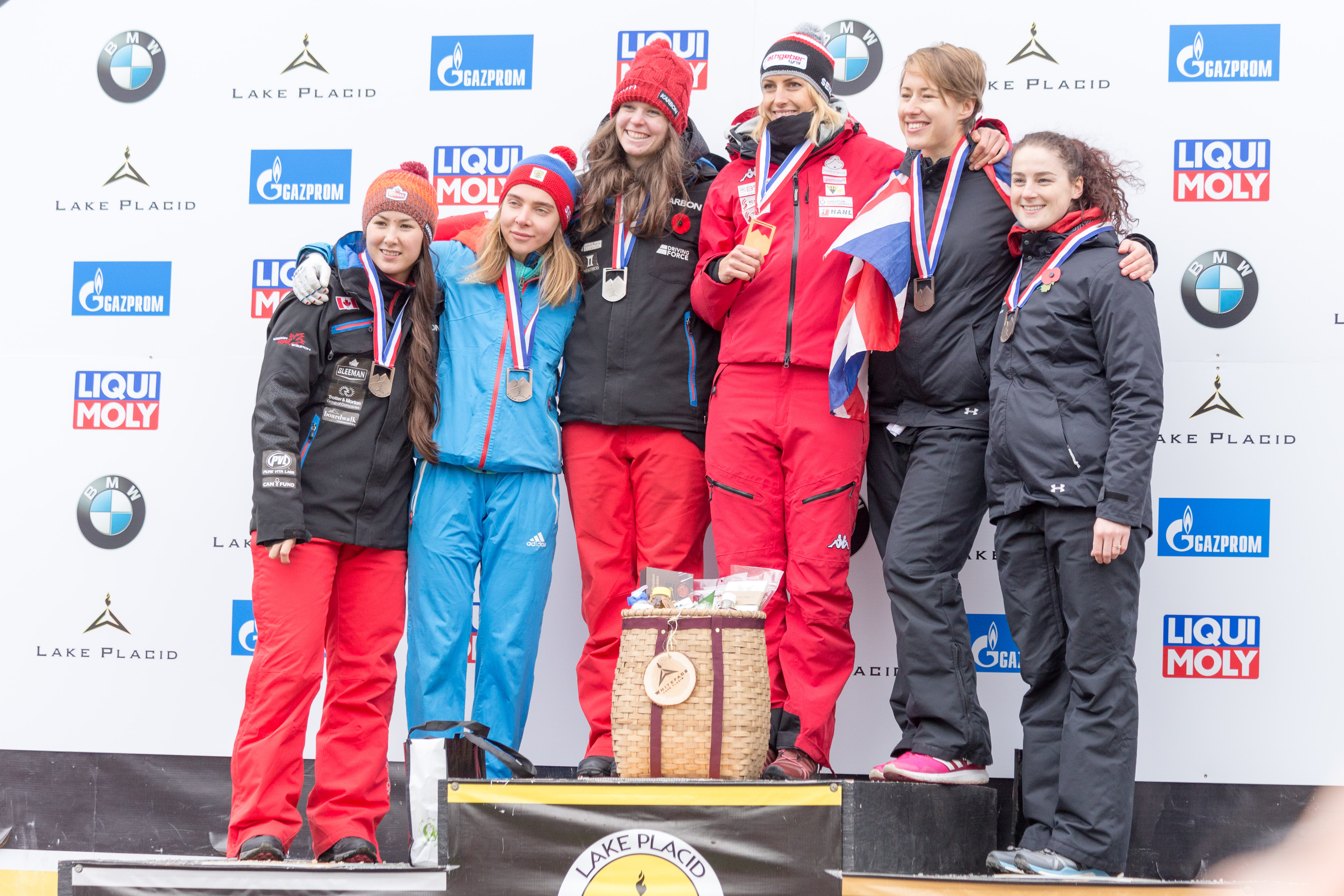
Le prime sei classificate a Lake Placid, prima gara stagionale

| Data             | Località             | Prima classificata          | Seconda classificata    | Terza classificata          |
| ---------------- | -------------------- | --------------------------- | ----------------------- | --------------------------- |
| 9 novembre 2017  | Lake Placid          | Janine Flock Austria        | Elisabeth Vathje Canada | Lizzy Yarnold Regno Unito   |
| 18 novembre 2017 | Park City            | Elena Nikitina Russia       | Tina Hermann Germania   | Jacqueline Lölling Germania |
| 24 novembre 2017 | Whistler             | Jacqueline Lölling Germania | Jane Channell Canada    | Tina Hermann Germania       |
| 8 dicembre 2017  | Winterberg           | Jacqueline Lölling Germania | Elisabeth Vathje Canada | Elena Nikitina Russia       |
| 15 dicembre 2017 | Igls                 | Elena Nikitina Russia       | Elisabeth Vathje Canada | Mirela Rahneva Canada       |
| 5 gennaio 2018   | Altenberg            | Jacqueline Lölling Germania | Tina Hermann Germania   | Anna Fernstädt Germania     |
| 12 gennaio 2018  | St. Moritz           | Janine Flock Austria        | Tina Hermann Germania   | Elisabeth Vathje Canada     |
| 19 gennaio 2018  | Schönau am Königssee | Jacqueline Lölling Germania | Tina Hermann Germania   | Janine Flock Austria        |

## Classifiche

### Uomini
| Pos. | Nome                  | Nazione       | LAK | PKC | WHI | WIN | IGL | ALT | STM | KÖN | Totale |
| ---- | --------------------- | ------------- | --- | --- | --- | --- | --- | --- | --- | --- | ------ |
| 1    | Yun Sung-bin          | Corea del Sud | 2   | 1   | 1   | 1   | 2   | 1   | 1   | -   | 1545   |
| 2    | Axel Jungk            | Germania      | 4   | 3   | 9   | 6   | 4   | 8   | 2   | 1   | 1507   |
| 3    | Tomass Dukurs         | Lettonia      | 6   | 4   | 3   | 5   | 6   | 6   | 8   | 3   | 1464   |
| 4    | Martins Dukurs        | Lettonia      | 1   | 2   | 6   | 2   | 1   | 5   | DSQ | 2   | 1440   |
| 5    | Nikita Tregubov       | Russia        | 5   | 8   | 2   | 14  | 3   | 4   | 6   | 4   | 1426   |
| 6    | Christopher Grotheer  | Germania      | 10  | 4   | 4   | 10  | 5   | 3   | 7   | 5   | 1408   |
| 7    | Alexander Gassner     | Germania      | 18  | 7   | 5   | 16  | 8   | 7   | 3   | 6   | 1232   |
| 8    | Matt Antoine          | Stati Uniti   | 8   | 12  | 8   | 7   | 9   | 13  | 10  | 9   | 1184   |
| 9    | Aleksandr Tret'jakov  | Russia        | 3   | 6   | -   | 4   | 34  | 2   | 4   | 7   | 1138   |
| 10   | Matthias Guggenberger | Austria       | 9   | 10  | 11  | 13  | 13  | 17  | 16  | 8   | 1016   |

### Donne
| Pos. | Nome               | Nazione     | LAK | PKC | WHI | WIN | IGL | ALT | STM | KÖN | Totale |
| ---- | ------------------ | ----------- | --- | --- | --- | --- | --- | --- | --- | --- | ------ |
| 1    | Jacqueline Lölling | Germania    | 8   | 3   | 1   | 1   | 4   | 1   | 6   | 1   | 1628   |
| 2    | Tina Hermann       | Germania    | 10  | 2   | 3   | 5   | 11  | 2   | 2   | 2   | 1504   |
| 3    | Elisabeth Vathje   | Canada      | 2   | 6   | 8   | 2   | 2   | 9   | 3   | 9   | 1470   |
| 4    | Elena Nikitina     | Russia      | 4   | 1   | -   | 3   | 1   | 5   | 7   | 14  | 1306   |
| 5    | Jane Channell      | Canada      | 6   | 11  | 2   | 6   | 14  | 6   | 14  | 6   | 1274   |
| 6    | Janine Flock       | Austria     | 1   | 22  | 14  | 11  | 5   | 20  | 1   | 3   | 1206   |
| 7    | Laura Deas         | Regno Unito | 5   | 5   | 11  | 7   | 6   | 8   | 12  | 23  | 1186   |
| 8    | Mirela Rahneva     | Canada      | 7   | 4   | 7   | 4   | 3   | 22  | 4   | -   | 1168   |
| 9    | Lizzy Yarnold      | Regno Unito | 3   | 8   | 23  | 13  | 16  | 19  | 9   | 4   | 1044   |
| 10   | Anna Fernstädt     | Germania    | -   | -   | 6   | 9   | 14  | 3   | 5   | 5   | 1008   |